# 德鲁
德鲁（法語：Droux，法語發音：[dʁu]）是法国新阿基坦大区上维埃纳省的一个市镇，属于贝拉克区。

## 地理
德鲁（46°9'33"N, 1°9'9"E）面积23.98 平方千米，位于法国新阿基坦大区上维埃纳省，该省份为法国中西部省份，北起顺时针与安德尔省、克勒兹省、科雷兹省、多爾多涅省、夏朗德省和维埃纳省接壤。
与德鲁接壤的市镇（或旧市镇、城区）包括：马尼亚克拉瓦勒、布朗扎克、朗孔、加尔唐普河畔圣旺、维勒法瓦尔。

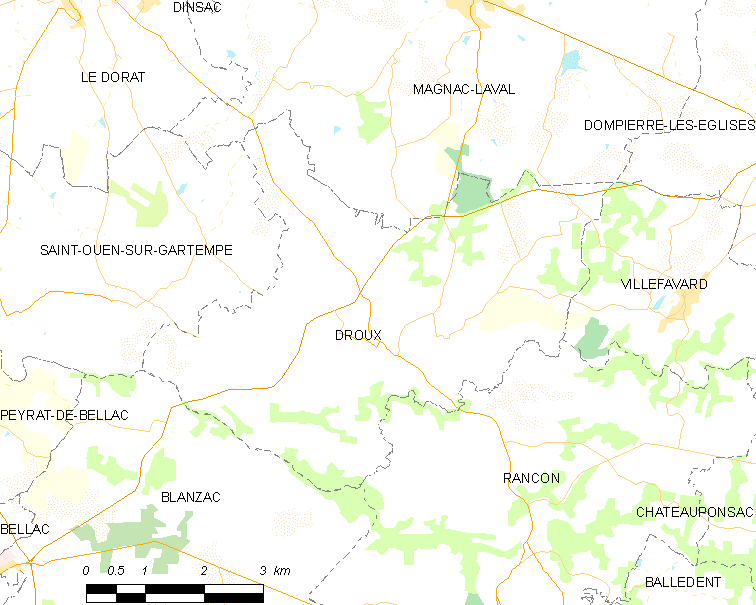
德鲁的OSM定位图

德鲁的时区为UTC+01:00、UTC+02:00（夏令时）。

## 行政
德鲁的邮政编码为87190，INSEE市镇编码为87061。

## 政治
德鲁所属的省级选区为沙托蓬萨克县。

## 人口

1962-2008年间德鲁人口变化图示

德鲁于2022年1月1日时的人口数量为361人。